# Старая (Красноярский край)
Старая — деревня в Новосёловском районе Красноярского края России. Входит в состав Легостаевского сельсовета.

## География
Деревня расположена в 25 км к северу от районного центра Новосёлово.

## Население
| 2010 |
| ---- |
| 25   |

Гендерный состав
По данным Всероссийской переписи населения 2010 года 15 мужчин и 10 женщин из 25 чел.